# Мышь Делакура
Мышь Делакура (лат. Hapalomys delacouri) — вид грызунов семейства мышиных. Видовое название дано в честь американского орнитолога-любителя французского происхождения Жана Теодора Делакура (1890—1985).
Грызуны небольшого размера, с длиной тела от 123 до 136 мм, длиной хвоста от 135 до 170 мм, длиной стопы от 22 до 24 мм и длиной ушей от 13 до 15 мм.
Шерсть длинная и мягкая. Окраска верхней части коричневого цвета. Низ белый. Уши покрыты длинными волосками, вибриссы очень длинные. Хвост длиннее головы и тела, светло-коричневый у основания и темнее на кончике, где есть кисточка.
Ведут древесный образ жизни. Места обитания ограничены бамбуковой растительностью.
Этот вид широко распространён в южных китайских провинциях Юньнань, Гуанси, Хайнань и в северном Лаосе.
Он живёт во влажных тропических лесах и горных сухих лесах на высоте от 1200 до 1500 метров над уровнем моря. Вероятно, вид чувствителен к изменению среды обитания.
Описаны два подвида:
- H. d. delacouri южные китайские провинции Юньнань, Гуанси, северный Лаос
- H. d. marmosa (G. M. Allen, 1927) остров Хайнань.